# Milwaukee Journal Sentinel
Le Milwaukee Journal Sentinel est un journal de Milwaukee, dans le Wisconsin aux États-Unis. Distribué à travers l'État, il est le quotidien ayant la plus grande distribution à Milwaukee et dans le Wisconsin.
Le Milwaukee Journal Sentinel est né en 1995 de la fusion de deux journaux : le Milwaukee Sentinel fondé en 1837 et le Milwaukee Journal publié depuis 1882.
En 2015, sa société-mère Journal Media Group (en) a été rachetée par E. W. Scripps Company, qui l'a revendue dans la foulée à Gannett.